# 武阳镇 (绥宁县)
武阳镇，是中华人民共和国湖南省邵陽市绥宁县下辖的一个乡镇级行政单位。

## 行政区划
武阳镇下辖以下地区：
解放坪社区、田凼街社区、六王村、道口村、大田村、秀水村、双龙村、干坡村、三房村、双鸣村、连塘村、雀林村、桐木村、长冲村、大溪村、老祖村、大干村、毛坪村、武阳村、周家村、肖家村、武阳农科所生活区、武阳林科所生活区和武阳鱼场。